# Otothyropsis
Otothyropsis – rodzaj słodkowodnych ryb sumokształtnych z rodziny zbrojnikowatych (Loricariidae).

## Zasięg występowania
Brazylia i Paragwaj.

## Klasyfikacja
Gatunki zaliczane do tego rodzaju:
- Otothyropsis alicula
- Otothyropsis biamnicus
- Otothyropsis dialeukos
- Otothyropsis marapoama
- Otothyropsis piribebuy
- Otothyropsis polyodon

Gatunkiem typowym jest Otothyropsis marapoama.